# Orden des Mexikanischen Adlers

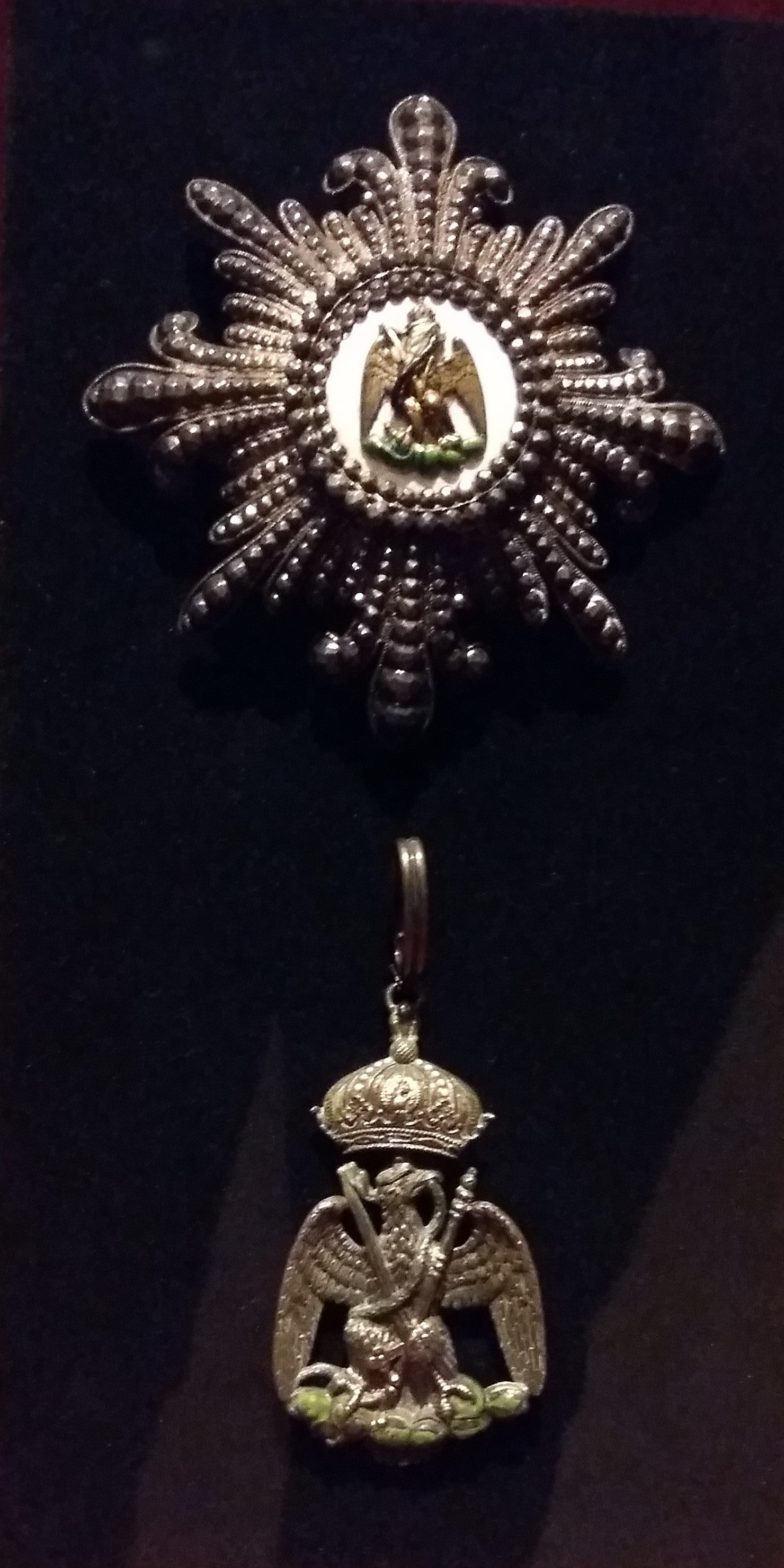
Orden des Mexikanischen Adlers: Stern zum Großkreuz und Ordensinsignie

Der Orden des Mexikanischen Adlers (span.: Orden del Águila Mexicana) wurde am 1. Januar 1865 durch Kaiser Maximilian von Mexiko „zum Andenken an die Wiederherstellung des Vaterlandes, zum Beweise brüderlicher Freundschaft für die hierbei förderlichen und freundlichen Fürsten und zur Belohnung jeglichen Verdienstes“ gestiftet.

## Ordensklassen

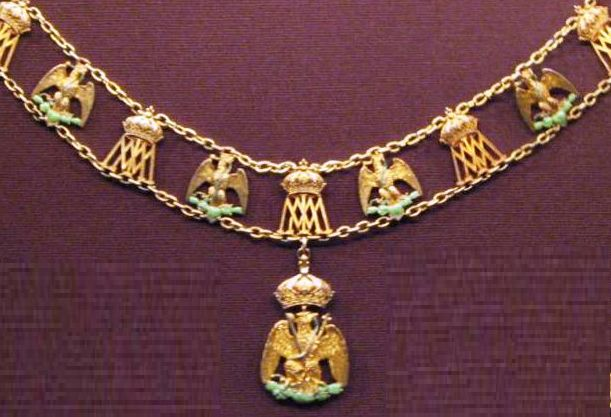
Collane

- Collane (dem Monarchen sowie anderen Souveränen vorbehalten)
- Großkreuz
- Großoffizier
- Komtur
- Offizier
- Ritter

## Ordenszeichen
Das Ordenszeichen (Kleinod) (bei Rittern und Offizieren 45 Millimeter, für Komture und Großkreuze 55 Millimeter) ist an das Wappen Mexikos angelehnt und zeigt den mexikanischen Adler, in der Ritterklasse silbern, in den übrigen Klassen golden, auf einem grünen Kaktus (einer Opuntia) sitzend, die grüne Schlange der Zwietracht zerreißend, bekrönt von der mexikanischen Kaiserkrone. Vor seiner Brust hält er gekreuzt das Zepter als Symbol der Billigkeit und ein Schwert als Symbol der Gerechtigkeit.

## Trageweise
Das Großkreuz wurde an einer Schärpe von der rechten Schulter zur linken Hüfte sowie mit einem Bruststern getragen. Großoffiziere trugen neben einem Bruststern die Auszeichnung ebenso wie die Komturen als Halsorden, Offiziere und Ritter am Band auf der linken Brustseite. Offiziere hatte auf dem Band zusätzlich eine Rosette.
Das Ordensband ist dunkelgrün mit zwei purpurfarbenen Bordstreifen.

## Museale Rezeption
Eine Collane des Ordens des Mexikanischen Adlers aus dem Besitz Kaiser Maximilians ist in der Wiener Schatzkammer ausgestellt.